# Sancey-le-Grand
Cet article possède un paronyme, voir Sennecey-le-Grand.
Sancey-le-Grand est une ancienne commune française située dans le département du Doubs en région Franche-Comté, faisant partie, depuis le 1er janvier 2016, de la commune nouvelle de Sancey. Les habitants se nomment les Sancéens et Sancéennes.

## Géographie
Sancey-le-Grand est situé à 50 km à l'est de Besançon et à 45 km au sud-ouest de Montbéliard, sur la route nationale 464. Cette commune du haut du canton de Clerval se trouve à environ 500 m d'altitude et s'étend sur 2 355 hectares.
Sancey-le-Grand est formé par le village, par 680 hectares de forêts et par des hameaux : Aubrivillers, Avoutot, le Châtelard, les Épinottes, Étard, le Fonteny, la Combe Georgeot, Juvillers, Montot, les Plaines, Sancey l'Église, les Teigne, la Tuilerie, et Voître.
De nombreux ruisseaux tels que le ruisseau de Voye, le Dard, Hautpré, Voître traversent la commune et vont se déverser dans le Puits Fenoz, à Chazot, en période de crue. Par ailleurs dans les rochers du Cul de Voye d'autres petites grottes existent comme celles de la Grange, de la Saintotte et de la Beaucoillotte.
Au village se trouvent les anciennes bâtisses des XVIe et XVIIe siècles et aux alentours le Châtelard, le vieux tilleul de Voître, les reculées de Voye et du Dard ainsi que le point de vue au-dessus du Dard.

## Toponymie
Sancei en 1136 ; Sanceys en 1258 ; Le grand Sancei en 1304 ; Grand Sansey en 1475.

## Héraldique
| Blason de Sancey-le-Grand | Blason  | D’or à quatre bandes de gueules.                 |
| Blason de Sancey-le-Grand | Détails | Le statut officiel du blason reste à déterminer. |

## Politique et administration
| Période                                  | Période          | Identité                | Étiquette     | Qualité                             |
| ---------------------------------------- | ---------------- | ----------------------- | ------------- | ----------------------------------- |
| 1888                                     | 1890             | Armand Nedey            | -             | Négocient                           |
| 1890                                     | 1892             | Louis Joseph Jeannoutot | -             | Huissier                            |
| 1892                                     | 1908             | Joseph Montravers       | -             | Propriétaire                        |
| 1908                                     | 1914             | Gustave Masson          | -             | Cultivateur                         |
| 1914                                     | 1920             | Joseph Montravers       | -             | Propriétaire                        |
| 1920                                     | 1925             | Paul Bouhelier          | -             | -                                   |
| 1925                                     | 1939             | Joseph Montravers       | -             | Propriétaire, décédé en fonction    |
| 1939                                     | 1941             | Armand Courgey          | -             | Adjoint faisant office de Maire     |
| 1941                                     | 1945             | Maurice Noirot          | -             | Adjoint faisant office de Maire     |
| 1945                                     | 1965             | Maurice Noirot          | -             | -                                   |
| 1965                                     | 1971             | Gérard Lerck            | -             | Médécin                             |
| 1971                                     | 2005             | Alain Cartier           | UDF, puis UMP | Conseiller général                  |
| 2005                                     | 2011             | Gustave Mougey          |               | contremaitre, ancien chef de centre |
| 2011                                     | 31 décembre 2015 | Frédéric Cartier        | DVD-LR        | Notaire, ancien conseiller général  |
| Les données manquantes sont à compléter. |                  |                         |               |                                     |

## Démographie
L'évolution du nombre d'habitants est connue à travers les recensements de la population effectués dans la commune depuis 1793. À partir du 1er janvier 2009, les populations légales des communes sont publiées annuellement dans le cadre d'un recensement qui repose désormais sur une collecte d'information annuelle, concernant successivement tous les territoires communaux au cours d'une période de cinq ans. 
Pour les communes de moins de 10 000 habitants, une enquête de recensement portant sur toute la population est réalisée tous les cinq ans, les populations légales des années intermédiaires étant quant à elles estimées par interpolation ou extrapolation. Pour la commune, le premier recensement exhaustif entrant dans le cadre du nouveau dispositif a été réalisé en 2006,.
En 2013, la commune comptait 930 habitants, en évolution de −5,1 % par rapport à 2008 (Doubs : +2,04 %, France hors Mayotte : +2,49 %).
| 1793 | 1800 | 1806 | 1821 | 1831  | 1836  | 1841 | 1846 | 1851 |
| ---- | ---- | ---- | ---- | ----- | ----- | ---- | ---- | ---- |
| 899  | 747  | 676  | 933  | 1 001 | 1 036 | 957  | 960  | 960  |

| 1856 | 1861 | 1866 | 1872 | 1876 | 1881 | 1886 | 1891 | 1896 |
| ---- | ---- | ---- | ---- | ---- | ---- | ---- | ---- | ---- |
| 935  | 952  | 945  | 878  | 815  | 822  | 852  | 856  | 889  |

| 1901 | 1906 | 1911 | 1921 | 1926 | 1931 | 1936 | 1946 | 1954 |
| ---- | ---- | ---- | ---- | ---- | ---- | ---- | ---- | ---- |
| 828  | 802  | 792  | 669  | 688  | 675  | 658  | 665  | 674  |

| 1962 | 1968 | 1975 | 1982  | 1990  | 1999  | 2006  | 2011 | 2013 |
| ---- | ---- | ---- | ----- | ----- | ----- | ----- | ---- | ---- |
| 786  | 753  | 839  | 1 020 | 1 091 | 1 021 | 1 003 | 930  | 930  |

## Lieux et monuments
- Église Saint-Martin, du XVe siècle, inscrite monument historique en 1926

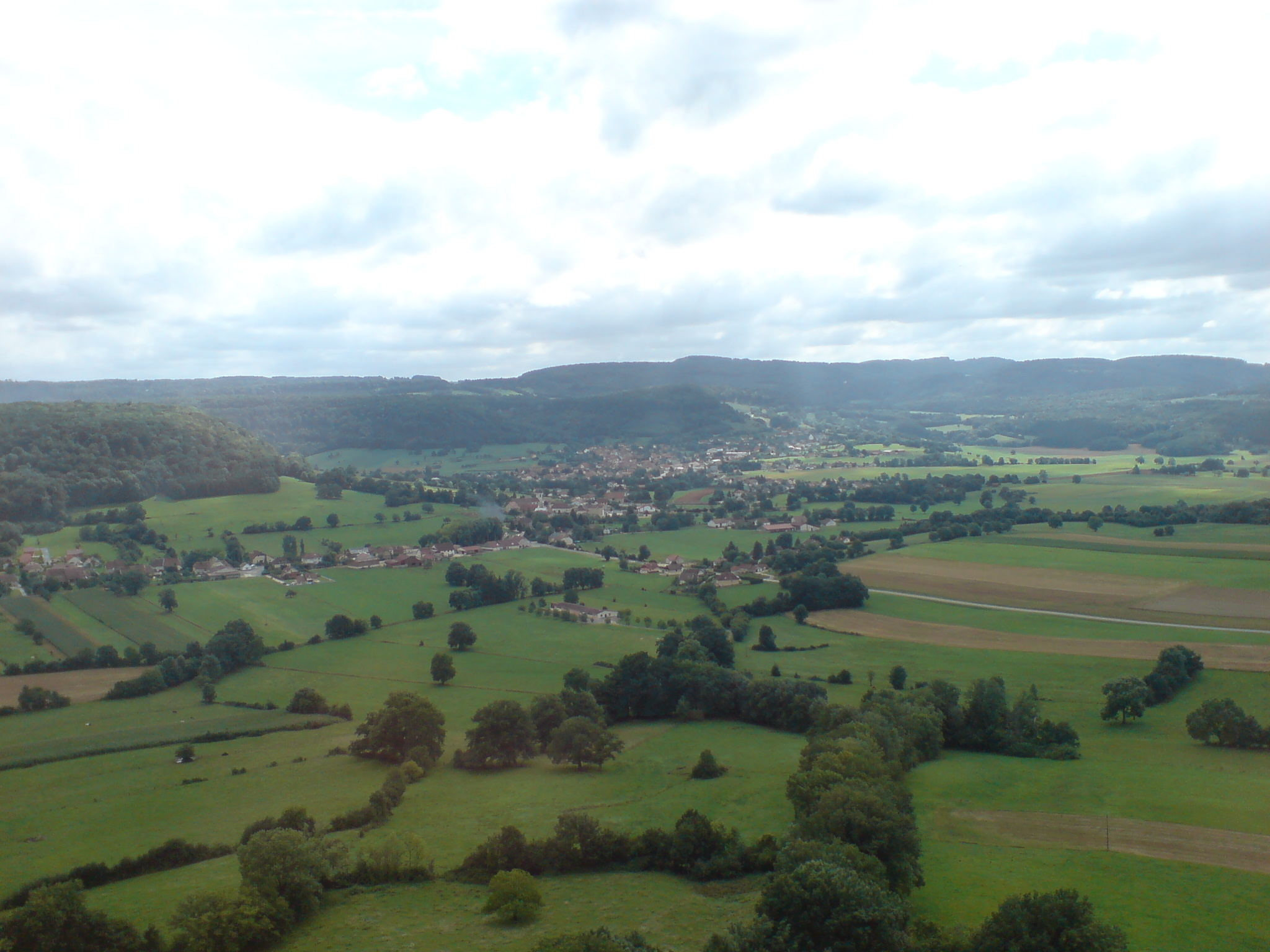
Sancey-le-Grand.
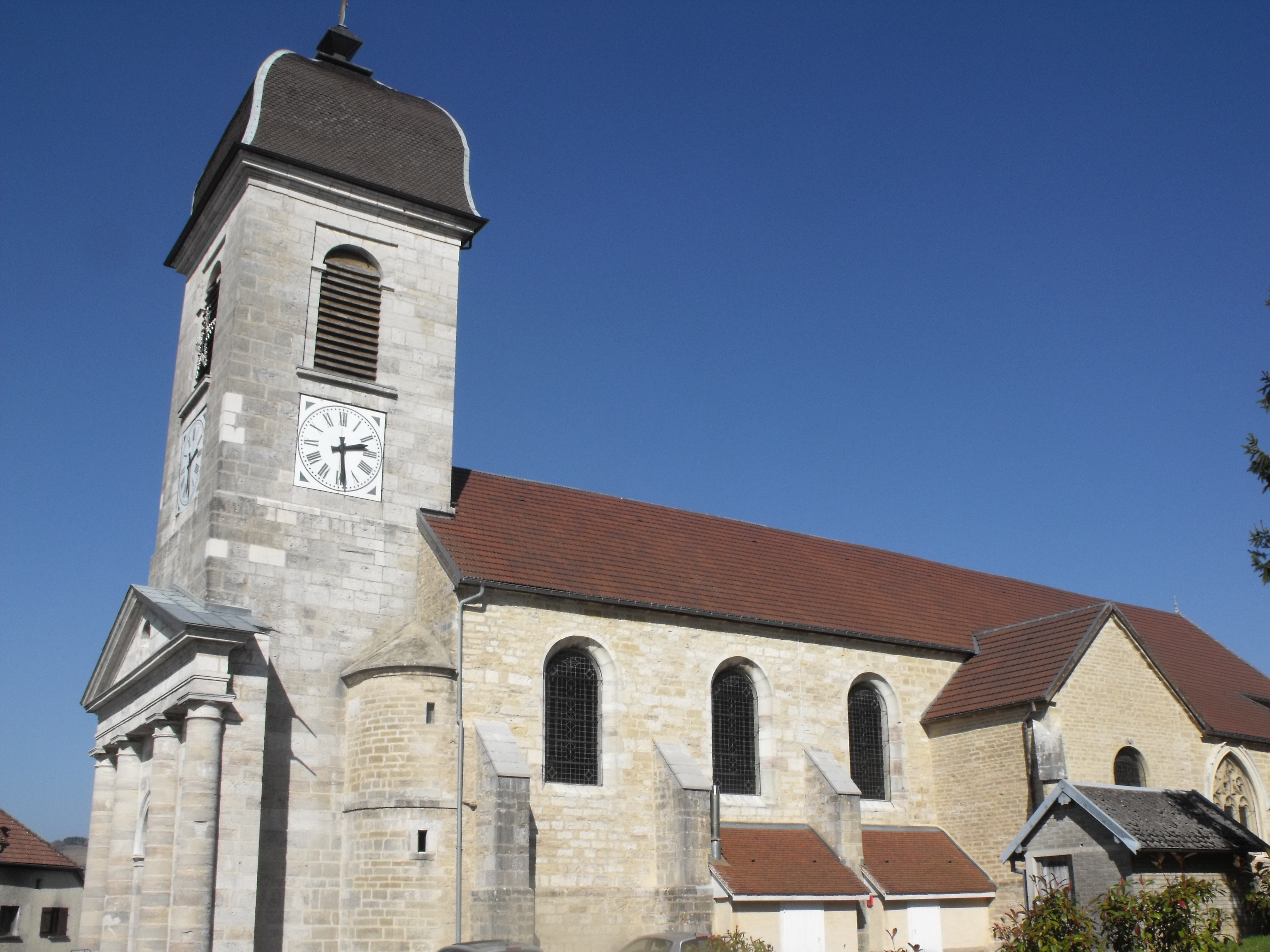
Église Saint-Martin de Sancey-l'église.

## Personnalités liées à la commune
- Louise Dupau (1874-1966), peintre, y est née.